# Vranidolský potok
Vranidolský potok je největší pravostranný přítok Jánského potoka, který protéká převážnou částí svého toku Středočeským krajem. Délka jeho toku činí 11,5 km. Plocha povodí měří 25,3 km².

## Průběh toku
Potok pramení jihovýchodně od Nové Vsi u Leštiny v Kraji Vysočina v nadmořské výšce okolo 490 m. Teče převážně severozápadním směrem. Nejprve podtéká železniční trať (Praha -) Kolín – Havlíčkův Brod (trať 230), která krátce vede i jeho údolím v úseku zastávky Nová Ves u Leštiny. U Kluckých Chvalovic přijímá zprava Vlkanečský potok. Nedaleko pod tímto soutokem posiluje tok Vranidolského potoka zleva jeho nejdelší přítok Chlumský potok, který přitéká od jihozápadu. Dále po proudu napájí Chvalovický rybník (4,8 ha). Pod obcí Šebestěnice, jíž potok v těsné blízkosti míjí, vytváří hlubší, zalesněné, místy skalnaté údolí. Zde přijímá zprava svůj poslední větší přítok nazývaný Šebestěnický potok. Zhruba kilometr odtud u Doudovského mlýna ústí zprava do Jánského potoka na 30,4 říčním kilometru v nadmořské výšce 340 m.

### Větší přítoky
- Vlkanečský potok je pravostranný přítok Vranidolského potoka, který pramení v lesích severovýchodně od Nové Vsi u Leštiny v nadmořské výšce okolo 460 m. Na horním a středním toku směřuje na severozápad. Pod Vlkančí, kterou protéká, se potok obrací na jihozápad. Do Vranidolského potoka se vlévá jihovýchodně od Kluckých Chvalovic na 6,8 říčním kilometru[3] v nadmořské výšce okolo 405 m. Délka jeho toku činí 3,3 km.[3]
- Chlumský potok, zleva, ř. km 6,5[3]
- Šebestěnický potok je pravostranný přítok Vranidolského potoka, který pramení v polích severovýchodně od Kluckých Chvalovic v nadmořské výšce okolo 415 m. Po celé své délce teče severozápadním směrem. Zhruba kilometr od ústí napájí při severním okraji Šebestěnic místní rybník. Níže po proudu vtéká do zalesněného hlubšího údolí, kde se vlévá do Vranidolského potoka na jeho 1,2 říčním kilometru[4] v nadmořské výšce okolo 360 m. Délka jeho toku činí 3,6 km.[4]

## Vodní režim
Průměrný průtok Vranidolského potoka u ústí činí 0,14 m³/s.